# Bathyergus janetta
Bathyergus janetta là một loài động vật có vú trong họ Bathyergidae, bộ Gặm nhấm. Loài này được Thomas & Schwann mô tả năm 1904.

## Hình ảnh

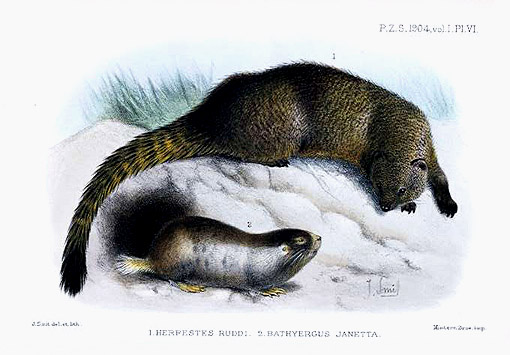